# Gela (geologi)
| Kvartär de senaste 2,58 miljoner åren | Kvartär de senaste 2,58 miljoner åren | Kvartär de senaste 2,58 miljoner åren | Kvartär de senaste 2,58 miljoner åren |
| Period (System)                       | Epok (Serie)                          | Ålder (Etage)                         | Miljoner år sedan                     |
| ------------------------------------- | ------------------------------------- | ------------------------------------- | ------------------------------------- |
| Kvartär                               | Holocen                               | Meghalaya                             | 0,004–0,000                           |
| Kvartär                               | Holocen                               | Northgrip                             | 0,008–0,004                           |
| Kvartär                               | Holocen                               | Greenland                             | 0,012–0,008                           |
| Kvartär                               | Pleistocen                            | Övre                                  | 0,129–0,012                           |
| Kvartär                               | Pleistocen                            | Chiba                                 | 0,774–0,129                           |
| Kvartär                               | Pleistocen                            | Calabria                              | 1,80–0,774                            |
| Kvartär                               | Pleistocen                            | Gela                                  | 2,58–1,80                             |
| Neogen                                | Pliocen                               | Piacenza                              | tidigare                              |

Gela eller Gelasium är en geologisk tidsålder som varade för cirka 2,6–1,8 miljoner år sedan.
Den Internationella stratigrafiska kommissionen fastställde 2009 att perioden kvartär ska börja redan vid gelatidens början, för cirka 2,6 miljoner år sedan, eftersom det framkommit att de första kvartära isarna bredde ut sig på norra halvklotet under gela. Därmed blev gela den äldsta åldern och nedersta etagen av kvartär och pleistocen. Före 2009 ansågs tertiär, neogen och pliocen sträcka sig ända fram till gelatidens slut för 1,8 miljoner år sedan.
Åldern är uppkallad efter staden Gela på Sicilien.
I Sverige finns inga kända avlagringar från gelatiden. Djuphavssediment kring Skandinavien uppvisar dock material som måste ha kommit från kalvade isberg. Det är därför troligt att fjällkedjan Skanderna och dess närmaste omgivningar var täckta av is under gelas kalla skeden. Vid studier av klimatutvecklingen i norra Europa delas gela in i två delar:
- Pretegelen, cirka 2,6–2,2 miljoner år sedan. Under Pretegelen inträffade ett tiotal istider.
- Tegelen, cirka 2,2–1,8 miljoner år sedan. Klimatet var i genomsnitt något varmare under Tegelen, men även då inträffade ett tiotal istider.

| Kvartär Klimatskeden i Norra Europa | Kvartär Klimatskeden i Norra Europa   | Kvartär Klimatskeden i Norra Europa |
| Glacial / Interglacial              | Stadial / Kron Syreisotopstadium, MIS | Tusental år sedan                   |
| ----------------------------------- | ------------------------------------- | ----------------------------------- |
| Flandern (Holocen) värmetid MIS 1   | Subatlantisk tid                      | 2,6–0,0                             |
| Flandern (Holocen) värmetid MIS 1   | Subboreal tid                         | 5,8–2,6                             |
| Flandern (Holocen) värmetid MIS 1   | Atlantisk tid                         | 9,0–5,8                             |
| Flandern (Holocen) värmetid MIS 1   | Boreal tid                            | 9,9–9,0                             |
| Flandern (Holocen) värmetid MIS 1   | Preboreal tid                         | 11,7–9,9                            |
| Weichsel istid                      | Yngre dryas                           | 13–11,7                             |
| Weichsel istid                      | Alleröd                               | 14–13                               |
| Weichsel istid                      | Äldre dryas                           | 14                                  |
| Weichsel istid                      | Bölling                               | 15–14                               |
| Weichsel istid                      | Äldsta dryas                          | 16–15                               |
| Weichsel istid                      | Weichsels huvudfas MIS 2              | 24–16                               |
| Weichsel istid                      | Mellersta Weichsel MIS 4–3            | 70–24                               |
| Weichsel istid                      | Odderade - MIS 5a                     | 80–70                               |
| Weichsel istid                      | Rederstall - MIS 5b                   | 90–80                               |
| Weichsel istid                      | Brörup - MIS 5c                       | 100–90                              |
| Weichsel istid                      | Herning - MIS 5d                      | 115–100                             |
| Eem                                 | Eem - MIS 5e                          | 126–115                             |
| Saale istid                         | Warthe - MIS 6 Drenthe - MIS 6        | 200–126                             |
| Saale istid                         | Dömnitz - MIS 7                       | 240–200                             |
| Saale istid                         | Fuhne - MIS 8                         | 300–240                             |
| Holstein                            | MIS 9                                 | 320–300                             |
| Elster                              | MIS 10                                | 380–320                             |
| Cromer                              | MIS 21–11                             | 860–380                             |
| Bavel                               | MIS 63–22                             | 1800–860                            |
| Menap                               | MIS 63–22                             | 1800–860                            |
| Waal                                | MIS 63–22                             | 1800–860                            |
| Eburon                              | MIS 63–22                             | 1800–860                            |
| Tegelen                             | MIS 103–64                            | 2600–1800                           |
| Pretegelen                          | MIS 103–64                            | 2600–1800                           |